# フランチェスコ・アントニオ・ボンポルティ

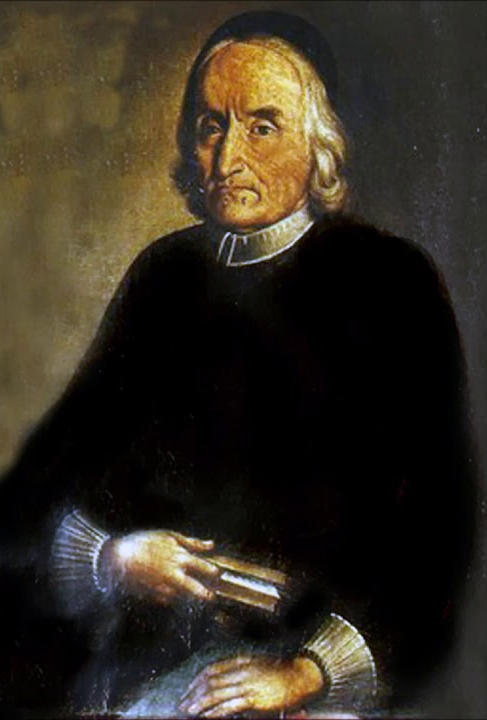
フランチェスコ・アントニオ・ボンポルティ

フランチェスコ・アントニオ・ボンポルティ（Francesco Antonio Bonporti, 1672年6月11日 - 1749年12月19日）は、イタリアの聖職者・作曲家。
トレント出身。1691年からローマで神学を学んでいるが、この時にアルカンジェロ・コレッリにヴァイオリンを師事したものと考えられる。1695年に故郷のトレントで司祭に叙階された。1740年にパドヴァに移住し、そこで死去した。
彼の作曲したインベンション（インヴェンツィオーネ）はヨハン・ゼバスティアン・バッハに影響を与え、作品のいくつかはバッハの作品と誤って伝えられた。

## 代表作
- 10のトリオ・ソナタ Op.1（1696）
- 10のトリオ・ソナタ Op.2（1698）
- 6つのモテット Op.3（1703）
- 10のトリオ・ソナタ Op.4（1703）
- 10のトリオ・ソナタ Op.6（1705）
- 10のヴァイオリン・ソナタ Op.7（1707）
- 10のヴァイオリンのと通奏低音ためのインヴェンツィオーネ Op.10（1712）
- 10の弦楽のための協奏曲 Op.11（1727）

## 文献
- G.Barblan, Un musicista trentino, F.A.Bonporti, 1940
- Antonio Carlini, Francesco Antonio Bonporti, Gentilhuomo di Trento – La vita e l'opera con catalogo tematico, Edizioni de I Solisti Veneti, Padova, 2000, ISBN